# Transvolga

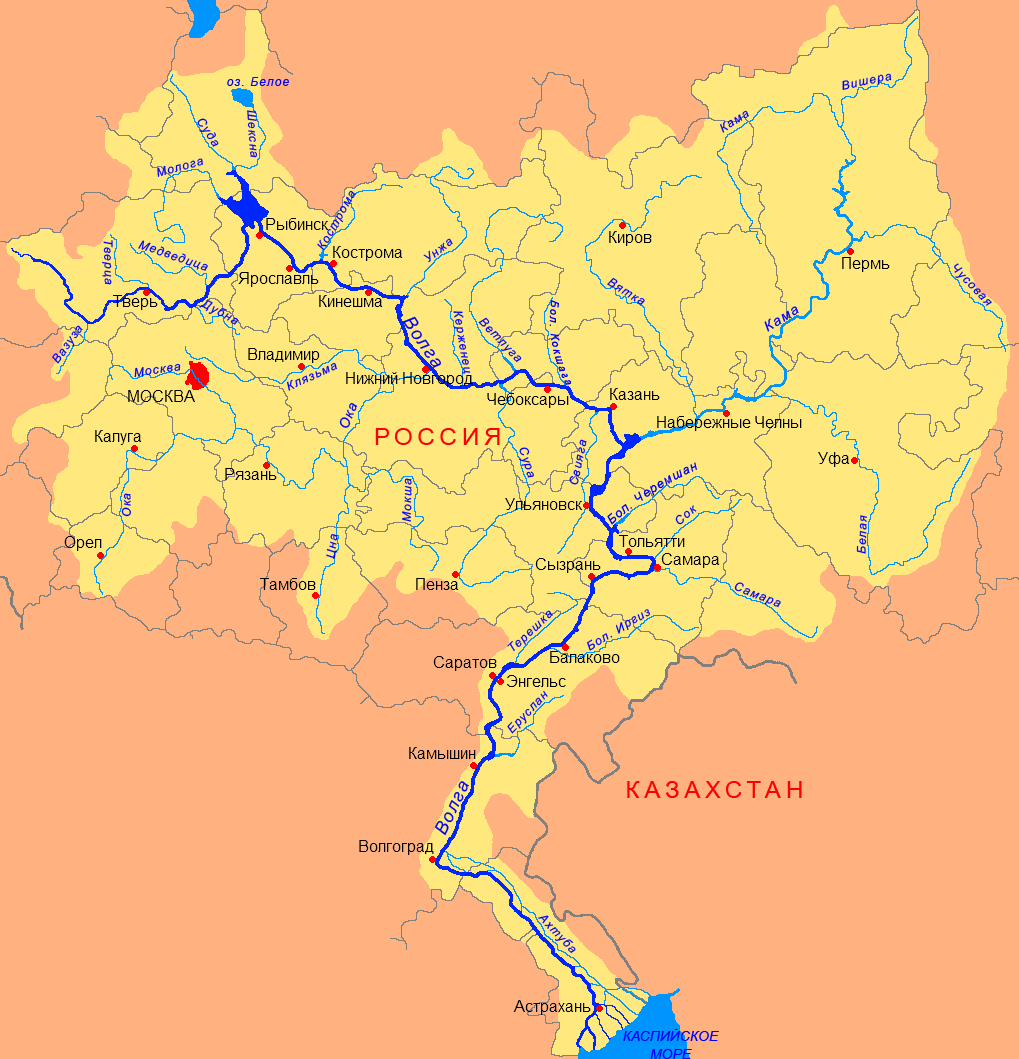
Mapa de la cuenca del Volga.

Transvolga o Zavolzhie (en ruso: Заволжье, literalmente "detrás del Volga") es una región de Rusia, que se extiende entre la costa occidental del Volga, los Urales, los montes Uvales septentrionales y la depresión del Caspio. Se divide entre el Alto Transvolga (Высокое Заволжье; altura máxima 418 m), en el este, y el Bajo Transvolga (Низкое Заволжье), en el oeste.
Los nombres de las ciudades de Zavolzhsk y Zavolzhie derivan de esta región.

## Alto Transvolga
El Alto Transvolga incluye las siguientes elevaciones:
- montes Verjnekámskaya (Верхнекамская возвышенность) (cota máxima 337 m);
- Uvales del Viatka (Вятский Увал) (284 m);
- montes de Bugulmá y Belebéi (Russian Бугульминско-Белебеевская возвышенность) (418 m);
- Obshchi Syrt (Общий Сырт) (405 m).

En el Alto Transvolga se hallan rocas y minerales procedentes del periodo pérmico: arenisca, esquisto, marga, caliza, dolomita y aljez. En el sur se encuentran minerales y arena originada en el mesozoico. El relieve del terreno está marcado por la erosión. El estarto superior de roca está formado por los restos de montes más antiguos -colinas fuertemente afeectadas por el clima con pendientes suaves y cimas redondeadas, llamadas Shijany (шиханы). Estas formaciones en el Transvolga y los Urales Occidentales son restos de acantiados de arenisca de un antiguo mar.
Las capas de erosión del Alto Transvolga son planas. Hay áreas kársticas.
En la estepa del Transvolga entre el río Kama y la ciudad de Samara había antiguamente muchos bosques de pinos. Todavía existían entre el siglo VII y el XIII, cuando existía el imperio de la Bulgaria del Volga. Un viajero árabe del siglo XII relató que las casas de los búlgaros estaban construidas con troncos de pino. El viajero ruso Nikolái Rychkov (Николай Петрович Рычков; 1746-1784) encontró "algunos bosques de pinos en las montañas". Actualmente sólo se han preservado algunos bosques pequeños dispersos por el área del Alto Transvolga, particularmente en las colinas rocosas, colinas arenosas y en pendientes pronunciadas. La preservación de estos bosques de pino tiene gran importancia para la ciencia y para la industria maderera.

## Bajo Transvolga
El Bajo Transvolga, con alturas entre los 125 m y los 150 m, abarca el área entre la orilla izquierda del Volga desde Kazán a Kamyshin. Se trata de un pliegue tectónico que se rellenó en el cenozoico con deposiciones de arena del mar Caspio. El Transvolga es una región de árboles, estepas boscosas y estepas de clima continental. Es rica en depósitos de petróleo y gas natural.